# Rangpur (zila)
Rangpur (Bengaals: রংপুর জেলা) is een district (zila) in de Rangpur divisie in noord Bangladesh. De hoofdstad van het district is Rangpur.

## Demografie
In het district worden twee talen gesproken, Bengaals en Rangpuri. 50,91% van de bevolking is man en 49,09% is vrouw. Qua religie is de meest populaire godsdienst in Bangladesh met 89,60% de islam gevolgd door het hindoeïsme met 9,59% en het christendom met 0,50%. De overige 0,31% hangt andere religies aan. 